# Maguindanao
Maguindanao là một tỉnh cũ của Philippines nằm ở Khu tự trị Hồi giáo Mindanao. Thủ phú là Shariff Aguak. Tỉnh giáp với Lanao del Sur ở phía bắc, Cotabato ở phía đông và Sultan Kudarat ở phía nam. Năm 2006, tỉnh Sharif Kabunsuan được thành lập trên cơ sở tách khỏi Maguindanao, tuy nhiên chỉ sau hai năm, Maguindanao lại được tái hợp như trước. Năm 2022, Maguindanao được tách thành hai tỉnh Maguindanao del Sur và Maguindanao del Norte.

## Thảm sát bầu cử năm 2009
Vào ngày 23 tháng 11 năm 2009, một đoàn xe lữ hành ủng hộ cho ông Esmael Mangudadatu trong cuộc bầu cử thống đốc tỉnh đã bị tấn công. 57 người đã bị giết bao gồm nhưng người ủng hộ, các nhà báo địa phương, những người chứng kiến và cả vợ và các chị em gái của ông Mangudadatu, một số con tim còn bị cắt bộ phận sinh dục. Vào ngày 4 tháng 12 năm 2009, một số dinh thự của dòng tộc Ampatuan đã bị cơ quan an ninh tấn công vì được cho là có liên quan đến vụ thảm sát . Tổng thống Philippines lúc đó là Gloria Macapagal Arroyo đã áp đặt thiết quân luật tại tỉnh Maguidanao vào ngày 5 tháng 12 năm 2009 và đã tạo điều kiện cho việc bắt giữ các thành viên khác của gia tộc Ampatuan

## Hành chính
Maguinadanao được chí thành 36 đô thị tự trị, Thành phố Cotabato thường được xếp vào tỉnh Maguindanao, nhưng thành phố này trên thực tế độc lập với tỉnh.
| - Ampatuan - Barira - Buldon - Buluan - Datu Abdullah Sangki - Datu Anggal Midtimbang - Datu Blah T. Sinsuat - Datu Hoffer Ampatuan - Datu Odin Sinsuat (Dinaig) - Datu Paglas - Datu Piang - Datu Salibo - Datu Saudi-Ampatuan - Datu Unsay - Gen. S. K. Pendatun - Guindulungan - Kabuntalan (Tumbao) - Mamasapano | - Mangudadatu - Matanog - Bắc Kabuntalan - Pagagawan - Pagalungan - Paglat - Pandag - Parang - Rajah Buayan - Shariff Aguak (Thủ phủ) - Shariff Saydona Mustapha - Nam Upi - Sultan Kudarat (Nuling) - Sultan Mastura - Sultan sa Barongis (Lambayong) - Talayan - Talitay - Upi |